# Agua potable y saneamiento en Argentina
Argentina enfrenta cinco desafíos significativos en el sector de abastecimiento de agua potable y saneamiento: (I) baja cobertura con un alto grado de prestación de servicios para su nivel de ingresos; (II) calidad deficiente de los servicios.[cita requerida] La Argentina logró alcanzar un 99.1 % (2016) de cobertura en agua potable, constituyéndose con Uruguay en los países líderes en toda América Latina y el Caribe, mientras que América Latina tiene un 91 % de acceso a agua segura.

## Acceso
Según el censo de 2010, 83.9 % de los argentinos usaban la red pública como fuente principal de agua para beber y cocinar. 14.8 % usaban agua de perforaciones o pozos, mientras que un 1.3 % tenían como fuente principal de agua para beber y cocinar la colecta de agua de lluvia, carro-cisternas, ríos, canales o arroyos. Los detalles se muestran en la tabla siguiente: En cuanto a la expansión de servicios efectuada por la empresa estatal Aysa, más de $16.000 millones invertidos; más de 600 obras ejecutadas; más de 2.500.000 usuarios incorporados al servicio de agua potable y 1.800.000 al de cloacas entre 2006-2013".
|                              | Por cañería dentro de la vivienda | Fuera de la vivienda pero dentro del terreno | Fuera del terreno | Total |
| ---------------------------- | --------------------------------- | -------------------------------------------- | ----------------- | ----- |
| Red pública (agua corriente) | 72,4%                             | 6,5%                                         | 1,2%              | 80,1% |
| Perforación                  | 9,1%                              | 3,2%                                         | 0,6%              | 12,8% |
| Pozo                         | 1,7%                              | 1,9%                                         | 0,6%              | 4,3%  |
| Agua de lluvia               | 0,4%                              | 0,5%                                         | 0,2%              | 1,1%  |
| Transporte por cisterna      | 0,4%                              | 0,2%                                         | 0,3%              | 0,9%  |
| Río, canal, arroyo           | 0,1 %                             | 0,3 %                                        | 0,4 %             | 0.8 % |
| Total                        | 84,1 %                            | 12,5 %                                       | 3,4 %             | 100 % |

Fuente: censo 2010
Según el Banco Mundial con datos, actualizados en el año 2012, de forma separada para áreas urbanas y rurales. Argentina ha alcanzado en zonas urbanas un acceso a fuentes mejoradas de agua potable del 98% y una cobertura de saneamiento del 92%. En las zonas rurales, donde vive el 4% de la población, el acceso a una fuente mejorada de agua potable es del 95% de la población.
|             |                          | Urbano (90% de la población) | Rural (10% de la población) | Total |
| ----------- | ------------------------ | ---------------------------- | --------------------------- | ----- |
| Agua        | Definición amplia        | 98%                          | 80%                         | 96%   |
| Agua        | Conexiones domiciliarias | 83%                          | 45%                         | 79%   |
| Saneamiento | Definición amplia        | 92%                          | 83%                         | 91%   |
| Saneamiento | Alcantarillado           | 98%                          | 85%                         | 94%   |

Fuente: Programa de Monitoreo Conjunto OMS/UNICEF(JMP/2006). Datos para agua y saneamiento basados en el censo 2001 del Instituto Nacional de Estadística y Censos (INDEC).
Según un estudio del CIPPEC (Centro de Implementación de Políticas Públicas para la Equidad y el Crecimiento) el incremento en el acceso entre los censos de 1991 y 2001 fue menos en las provincias más empobrecidas.
Metas del Milenio El Gobierno argentino se ha fijado las siguientes metas para alcanzar las metas del milenio en el sector de agua potable y saneamiento:
- Reducir en dos terceras partes la proporción de la población sin acceso a agua potable entre los años 1990 y 2015.
- Reducir en dos terceras partes la proporción de la población sin acceso a desagües cloacales entre los años 1990 y 2015.

Estas metas implican en los siguientes niveles de acceso:
|                                              | 2007 | 2011 | 2015 |
| -------------------------------------------- | ---- | ---- | ---- |
| Agua potable (conexiones domiciliarias)      | 80%  | 83%  | 90%  |
| Acceso a desagües cloacales (alcantarillado) | 48%  | 62%  | 65%  |

Fuente: Consejo Nacional de Coordinación de Políticas Sociales, Presidencia de la Nación: Objetivos de Desarrollo del Milenio - Informe País 2007. Las metas han sido definidas por el Ente Nacional de Obras Hídricas de Saneamiento (ENOHSA)

## Calidad del servicio

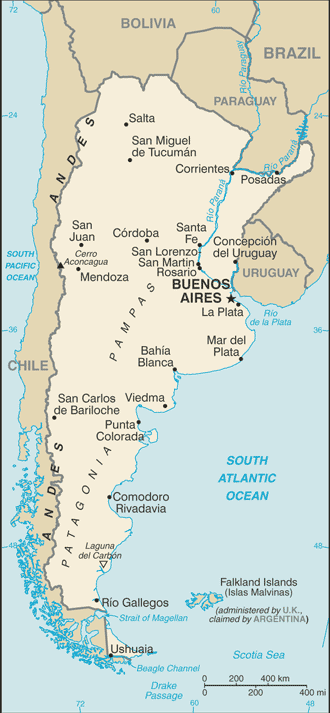
Mapa de Argentina.

### Agua potable
En general, el servicio es continuo y el agua es de calidad potable en las zonas urbanas
Calidad del agua La calidad del agua potabilizada suministrada es considerada adecuada en términos generales para el uso doméstico e industrial, estimándose que más del 90 % de la población nacional recibe agua potable de acuerdo con los estándares de salud pública.
En algunas de las ciudades más representativas, en el 2005 el nivel de ejecución de controles de agua potable respecto de las normas era superior al 100%, mientras que la conformidad con los parámetros establecidos varía entre un 93 y un 100%.
Continuidad y presión En la mayoría de las ciudades, la continuidad del servicio de agua potable en las áreas urbanas es del 100 %. Sin embargo, en algunas ciudades del interior con un clima seco los racionamientos de agua en los meses de verano son un suceso frecuente. Aún en las ciudades con servicio continuo, muchos usuarios reciben agua con presión menor que el prescripto en las normas[cita requerida]. Por ejemplo, en Buenos Aires solamente 32% de los usuarios recibieron agua con una presión de más de 10 metros de columna de agua en 2004.
Uso de agua y pérdidas El promedio nacional de producción de agua por habitante servido se estima en 380 L/hab/día. El consumo medio real sobre la base de los resultados de sectores que operan con micromedición es del orden de los 180 L/hab/día. Las pérdidas en las etapas de producción y distribución de agua son del orden del 40 % del total producido.

### Saneamiento
En lo referente al saneamiento, los sistemas de recolección de las aguas residuales son insuficientes para manejar el creciente flujo, la parte de las aguas residuales que recibe tratamiento varía en gran escala entre las provincias del país.
En algunas capitales provinciales, como Mendoza, Córdoba, Tucumán, Neuquén, Jujuy, Salta y San Juan la mayor parte de las aguas residuales fue tratada, mientras que en las dos regiones urbanas más grandes del país, Buenos Aires y Rosario, el tratamiento no alcanza el promedio del país, lo que resulta en problemas graves para el medio ambiente.:)

## Impacto en la salud
Las enfermedades relacionadas con el agua más frecuentes en la Argentina son las gastrointestinales agudas, la paratifoidea, la fiebre tifoidea y las parasitosis intestinales. La diarrea es uno de los problemas de salud más acuciante.. La hepatitis (“A” y las sin especificar) presenta una fuerte incidencia, registrándose en 1997 en el ámbito nacional 30.661 notificaciones, evidenciando marcados incrementos en coincidencia con las áreas de bajo nivel socioeconómico.

## Contaminación de recursos hídricos
El control de los efluentes industriales es muy débil, debido a la superposición de responsabilidades. A esto se le debe sumar la falta de una cultura de la preservación de los recursos naturales. El resultado es una fuerte contaminación de las fuentes. En las zonas de explotación agrícola intensiva, el uso descontrolado de agroquímicos contribuye a la contaminación de los recursos hídricos.

## Breve Historia del agua potable

### Filtros yaguasminerales
Hacia 1844, durante el gobierno de Juan Manuel de Rosas, es cuando aparecen las primeras aguas minerales a nuestro país. Las marcas más difundidas de esta agua gasificada (“agua mineral gaseosa ”) eran Seltz, Sedlitz, Balaruc, se utilizaba más como una bebida medicinal pues era muy bueno para combatir problemas digestivos.
Hacia 1866, aparecen los primeros filtros de carbón que venían de Europa, debido a la gran necesidad de introducir aguas potables y limpias. Estos filtros clarificadores de Buckring están compuestos de carbón de leña, corcho, vidrio y goma galvanizada, sustancias que no se descomponían.

### Preludio
En el siglo XIX la organización sanitaria era muy precaria en Buenos Aires y las epidemias, como la viruela, la escarlatina y la fiebre amarilla, agravaban la situación. En 1871 esta fiebre dejó 15000 víctimas y la aparición de estas enfermedades se la relacionaba con el poco aseo, las calles estrechas y los pocos espacios verdes. Esto hizo que se necesitara de una provisión de agua potable junto con desagües cloacales y pluviales.

### Plan Coghlan
El primer proyecto de saneamiento fue llevado a cabo por John Coghlan, en 1869, el cual procuraba la provisión de agua filtrada, sistema de desagües y el empedrado de calles para 170.000 habitantes. También aseguraba la supresión de las letrinas en la ciudad, ya que estas causaban gases y olores que fomentaban las enfermedades.
La provisión de agua se planeaba realizar una toma en un terreno de la Recoleta. El establecimiento poseería con depósitos de decantación, filtros de arena y la casa de bombas elevadoras. Luego el agua sería distribuido hasta Plaza Lorea, a través de caños de hierro fundido.

### Plan Bateman (1871)
A causa de que el proyecto de Coghlan no resultó como se esperaba y que se buscaba proveer los servicios para 400.000 personas, se le encomendó a Bateman el incremento de obras sanitarias. Aconsejó que se desarrollara un sistema como el que funcionaba en el momento en Mánchester.
‘‘ Yo recomendaría que en la parte del río en donde hay una profundidad de doce a trece pies, se excavase u pozo de una hondura de 30 pies, abajo del fondo del río y que el fondo del pozo se hiciese un subterráneo abovedado bajo del río hasta la costa, y de allí a la tierra adyacente a las presentes reservas o depósitos, en donde se construiría una nueva estación, con los correspondientes reservas, filtros y cisternas cubiertas para el agua después de la filtración’’.
En cuanto al sistema cloacal se iniciaría el trayecto en Matadero del norte (cerca de Recoleta) hasta la cámara esclusa, en el Hospital de la Convalecencia (Barracas). Y para las cañerías pluviales se proyectaron extensas dimensiones que facilitaran el descenso hacia el Río de la Plata, entre dos puntos: la fábrica de gas de Retiro y la Boca.

### Obras Sanitarias de la Nación
Desde 1880 hasta 1980, la empresa nacional Obras Sanitarias de la Nación (OSN) tuvo la responsabilidad por la prestación de los servicios de agua y alcantarillado en las principales ciudades, mientras que poblaciones más pequeñas estaban a cargo de las provincias, los municipios, de cooperativas locales o, en algunos casos, empresas privadas. Por ejemplo, Carmen de Patagones es el único asentamiento de la República Argentina -fuera de dos ciudades capitales que ya tenían una pequeña red de provisión domiciliaria de aguas corrientes en manos del Estado- cuyos habitantes desde el año 1874 fueron teniendo la red de aguas corrientes suministrada por una empresa privada, llamada Empresa de Aguas Corrientes de Patagones Francisco Arró.
En este contexto de creciente actividad, en 1939 se creó el Área Sanitaria Metropolitana, que aglomeraba a la Ciudad de Buenos Aires y el Gran Buenos Aires en una sola unidad administrativa. En 1940 se empezaron a prestar servicios en 14 partidos de la Provincia de Buenos Aires.
En 1949, la Ley 13.577 redefinió los objetivos de la Administración General de Obras Sanitarias de la Nación. Durante la presidencia de Juan Domingo Perón a través de la empresa estatal Obras Sanitarias de la Nación, se llevó a cabo un programa de obras, para el periodo 1947-51. En 1942 unos 6,5 millones de habitantes tenían provisión de agua corriente y 4 millones, servicios cloacales, y en 1955 los beneficiarios se ampliaron a 10 millones y 5,5 millones respectivamente.
En 1980, el gobierno militar de Jorge Rafael Videla descentralizó la prestación de los servicios de agua y saneamiento en las principales ciudades atendidas por OSN, transfiriendo sus responsabilidades a los gobiernos provinciales. Cada provincia adoptó su propio modelo de prestación de servicios (municipal, empresa pública, cooperativa u otros). La única excepción estaba el área metropolitana de Buenos Aires, que continuó siendo atendida por OSN.

### La privatización
Entre 1991 y 1999, bajo el gobierno de Carlos Menem, y como parte de uno de los programas de privatización de servicios públicos de mayor envergadura en el mundo, se inició un proceso de privatización de empresas públicas y la creación de entes reguladores autónomas al nivel provincial.Entre febrero de 1991 y abril de 1993 las tarifas ascendieron a 74,0 %, a través de la sanción del Decreto N.º 999/92.
En los años 90 se suscribieron concesiones de agua y saneamiento con el sector privado en el 28% de las municipalidades, cubriendo al 60% de la población del país.
La primera concesión fue la de la provincia de Corrientes, en el año 1991, cuando se le delegaron los servicios a Aguas de Corrientes SA. La concesión con mayor visibilidad fue suscrita en 1993 para el área metropolitana de Buenos Aires con un consorcio liderado por la firma francesa SUEZ, que luego dio origen a la empresa Aguas Argentinas SA. Otros consorcios, liderados por la misma empresa, se hicieron cargo de los servicios de las ciudades de Santa Fe, Rosario y otras en la provincia de Santa Fe (Aguas Provinciales de Santa Fe SA) en 1995, y de los servicios de agua potable en la ciudad de Córdoba (Aguas Cordobesas SA) en 1997, mientras que un consorcio liderado por Vivendi, hoy Veolia , se hizo cargo de los servicios de la ciudad de Tucumán (Aguas de Tucumán SA) y otro liderado por Saur , de la ciudad de Mendoza (Obras Sanitarias de Mendoza SA) en 1998. Varios distritos de la Provincia de Buenos Aires pasaron a ser servidos por una empresa del grupo Enron Azurix Bs. As. SA, mientras que otros consorcios de empresas locales se hicieron cargo de los servicios [cita requerida]en distintas provincias como Santiago del Estero (Aguas de Santiago SA)], Salta Aguas de Salta SA en 1999, Formosa (Aguas de Formosa SA), La Rioja Aguaslar SA y Misiones (Servicio de Aguas de Misiones SA) y otros de algunas ciudades de la Provincia de Buenos Aires como Pilar Sudamericana de Aguas SA, Campana Aguas de Campana SA y Balcarce (Aguas de Balcarce SA).

#### Abono y medición
El cambio de gestión del servicio en lo institucional y comercial, la posibilidad del corte por mora y la implementación de los sistemas de medición, que permiten la facturación por lo consumido,  abonando por un servicio del cual ha hecho uso.

#### La introducción de la regulación autónoma
Una de las reformas de los años ’90, ha sido la separación de los roles de fijación de políticas, regulación y control y prestación de los servicios[cita requerida]. Entonces el Estado se había reservado las funciones de formulación de las políticas sectoriales y la regulación y el control de las concesiones, delegando la prestación, en algunos casos, a empresas privadas.
En la Argentina se adoptó el modelo de regulación por agencia en el que la regulación está a cargo de una agencia especializada (ente regulador), autónomo y autárquico, a cargo del control del cumplimiento de la normativa vigente y la regulación de la prestación de los servicios.

### El impacto de la transformación del sector
Sin embargo el común denominador de las concesiones fue el incumplimiento de las condiciones pactadas y las sucesivas renegociaciones contractuales, ya sea para aumentar las tarifas o bien para disminuir las obligaciones de inversión. Muchos de estos incumplimientos fueron una consecuencia de la crisis económica de 2001.
Respecto a la calidad de los servicios se priorizaron las acciones de preparación y puesta en marcha de programas de inspección. Las áreas comerciales reflejan mejoras en los sistemas de facturación y recaudación, actualización de catastros de clientes. Gran parte de estas mejoras se alcanzaron por medio de prácticas administrativas simples que no demandaron grandes inversiones o la incorporación de tecnologías de alta sofisticación.
La mejor en la calidad de los servicios parece haber tenido un cierto impacto en la calidad de vida de una parte de la población, 
Mientras la empresa estatal (OSN) había invertido US$ 25 millones por año en sus 10 últimos años, Aguas Argentinas SA aumentó la inversión anual promedio a US$ 200 millones por año entre 1993 y 2000.

#### El caso de Aguas Argentinas en Buenos Aires
El mayor y más conocido caso de participación privada en el sector argentino de agua potable y saneamiento fue la concesión de Buenos Aires, que fue firmado en 1993 y rescindido en 2006.  Críticos de la concesión resaltan que el concesionario no cumplió con sus obligaciones previstas en el contrato. Cuando el gobierno rescindió el contrato en 2006, argumentó que Aguas Argentinas falló en ejecutar sus funciones en cuanto a expansión de cobertura y calidad. El agua distribuida contenía altos niveles de nitrato y el concesionario no cumplió ni con las normas de presión ni con la construcción de centrales de abastecimiento de agua.
Un factor que puede haber contribuido al término anticipado de la concesión fue su preparación precipitada. Alcázar y otros enumeran características que señalan un proceso urgente:
1. La agencia de regulación ETOSS (Ente Tripartito de Obras de Servicios de Saneamiento) fue fundada en poco tiempo como parte del proceso de participación privada y entonces careció de experiencia.
2. La información disponible en el contrato de concesión fue tan incompleta que el gobierno argentino se negó a asumir la responsabilidad de aquella información. Esto puede haber llevado al concesionario a aceptar en espera de una futura renegociación.[26]
3. En vez de introducir un nuevo y más transparente sistema tarifario, se adoptó el sistema antiguo de OSN.

Además, en la toma de decisiones la agencia de regulación fue circunvalada reiteradamente, por ejemplo cuando el contrato fue renegociado en 1997. De esa manera, ETOSS fue debilitado más. El contrato de concesión garantizó a Aguas Argentinas recibir dólares a la tasa de cambio 1:1, también después de la devaluación del peso. Solanes señala que esta práctica impide que el concesionario busque financiamiento en mercados locales para evitar los riesgos de fluctuación de tipos de cambio[cita requerida].En 1999 las inversiones en infraestructuras no alcanzan a la mitad del importe estipulado en el Plan de Mejoras y Expansión, y que el 88% de los residuos de las cloacas de Buenos Aires no recibían tratamiento adecuado, mezclándose agua potable con agua contaminada por las napas, así mismo se observaba restos de materia fecal en el agua destinada a consumo humano bombeada por la empresa. Así mismo se detectaba niveles alarmantes para la salud humana de Arsénico, en diferentes muestras, se encontró un nivel de nitratos de 1400 ppm (partes por millón). Como parámetro, el Código Alimentario Argentino establece un máximo de 45 ppm. Además, el 48 por ciento de las muestras presentó contaminación de tipo microbiano con presencia de escherichia coli.
De acuerdo con un estudio de diciembre de 2003 del Auditor General de la Nación Argentina, Suez sólo trataba el 12% del total del agua, el resto se viertía al Río de la Plata en la zona de Berazategui. «El incumplimiento de la concesionaria que afecta garantías primarias de los usuarios», evidenciado la falta de inversión y expansión del servicio por parte de Suez, además de un mal manejo que puso en riesgo la salud de población, por el nivel de nitrato encontrado en algunas localidades como Llavallol.
Según Solanes las necesidades de la población pobre no estaban representadas en el contrato. No se contempló subsidios para los pobres ni la expansión de cobertura fue fomentada, ya que conexiones nuevas no fueron asequible a muchas personas y usuarios nuevos deberían pagar para la expansión de la infraestructura.
Según el censo de 2010, 83.9 % de los argentinos usaban la red pública como fuente principal de agua para beber y cocinar. 14.8 % usaban agua de perforaciones o pozos, mientras que un 1.03 % tenían como fuente principal de agua para beber y cocinar la colecta de agua de lluvia, carro-cisternas, etc. En cuanto a la expansión de servicios efectuada por la empresa estatal Aysa, más de $16.000 millones invertidos; más de 600 obras ejecutadas; más de 2.500.000 usuarios incorporados al servicio de agua potable y 1.800.000 al de cloacas entre 2006-2013".
Luego de la crisis económica del 2002 se recurrió a un “modelo de gestión participativo”, implementado entre el Estado, los Municipios y Aguas Argentinas, que benefició con conexiones domiciliarias de agua potable a unos 100.000 habitantes de vecindarios pobres y barrios marginales del gran Buenos Aires, entre los años 2003 y 2005.
Desde que el 21 de marzo de 2006, el Gobierno Nacional de Néstor Kirchner creó AySA (Agua y Saneamientos Argentinos S.A.), la misma fue ratificada por el Congreso pocos días después, dándole al decreto carácter y fuerza de ley. la empresa inició un programa integral para la universalización de los servicios de agua potable y saneamiento para la población de la Ciudad de Buenos Aires y 17 municipios del primer cordón del conurbano bonaerense. El plan llevado adelante por AySA implicó entre los años 2006 y 2015 una inversión ejecutada de $ 26.174 millones, 727 obras terminadas que benefician a 8 millones de personas dentro del área de concesión de la empresa. La cobertura de agua potable que en 2003 era del 71,1% de la población pasó al 82% en 2015, incorporando 3.881.047 habitantes. Mientras que la cobertura de cloacas pasó del 43,1% en 2003, al 54,4% en 2015, incorporando al servicio a 3.130.225 habitantes.
En estos años 4880 obras hídricas por 122.387 millones de pesos, con 511 obras en todo el país en el marco del Fondo Hídrico Nacional.Plan Maestro del Río Salado, provincia de Buenos Aires, 91 obras de saneamiento y uso hídricos, 31 obras de infraestructura vial y más de 15 millones de beneficiarios en todo el país. De esto, el 81 por ciento se aplicó a obras de defensa

#### El caso de la Provincia de Salta
El gobierno de la Provincia de Salta inició una reforma del sector de agua potable y saneamiento en 1996. Mientras que muchas otras provincias y municipios argentinos buscaron la participación del sector privado para mejorar los servicios de agua y saneamiento en la misma época, el caso de Salta tiene algunas características especiales.
La primera diferencia es que el gobierno de Salta se reunió con varios municipios y organizaciones de usuarios para discutir los beneficios y los riesgos de las concesiones antes de realizar la subasta. Este proceso consultivo continúo con el concesionario después de que el contrato se firmara. Segundo, el gobierno consideró que los servicios de agua y saneamiento en localidades pobres no debían ser financiados únicamente a través de tarifas y decidió subsidiar inversiones además de subsidiar al consumo. Tercero, la agencia reguladora permitió a los concesionarios proporcionar servicios de menor calidad en áreas aisladas y poco rentables para servicios convencionales. Cuarto, la agencia reguladora incrementó la tarifa antes y después de la crisis económica de 2001. Estos incrementos fueron menores que aquellos que hubieran sido necesarios sin ayudas al consumo o niveles de servicio flexibles. Por último, el gobierno “ignoro el paradigma tradicional de permitir pujar en la subasta solo a compañías con notable experiencia en agua potable y saneamiento”. Esta política había favorecido a grandes compañías multinacionales. En Salta la empresa constructora MECON S.A., con experiencia en carreteras de peaje y en el sector eléctrico, gana la subasta y subcontrata con la empresa estatal de servicios públicos brasileña SANEPAR para asistencia técnica en el tema de agua.
También proporcionó un descenso significativo en los cortes del servicio y se mejoró la atención al cliente. 13 municipios se unieron al contrato incrementando el número de municipios abastecidos por el concesionario a 56.
Mientras muchas otras concesiones privadas en Argentina rescindieron durante la crisis económica de 2001, la concesión en Salta sobrevivió, aun con algunos problemas. En febrero de 2008, la agencia reguladora inició un procedimiento penal contra el concesionario debido a que su planta de tratamiento de aguas negras en el Río Arenales no estaba funcionando debidamente.
En 1999 las inversiones en infraestructuras no alcanzan a la mitad del importe estipulado en el Plan de Mejoras y Expansión, y que el 88% de los residuos de las cloacas de Buenos Aires no recibían tratamiento adecuado, mezclándose agua potable con agua contaminada por las napas, así mismo se observaba restos de materia fecal en el agua destinada a consumo humano bombeada por la empresa. Así mismo se detectaba niveles alarmantes para la salud humana de Arsénico, en diferentes muestras, se encontró un nivel de nitratos de 1400 ppm (partes por millón). Como parámetro, el Código Alimentario Argentino establece un máximo de 45 ppm. Además, el 48 por ciento de las muestras presentó contaminación de tipo microbiano con presencia de escherichia coli.

### La renacionalización
Cuando se abandonó la Ley de Convertibilidad del Austral a la ley de Convertibilidad del peso argentino con el dólar estadounidense, las tarifas fueron convertidas de dólares a pesos devaluados e inmediatamente congeladas. La situación además se fue deteriorando con el tiempo, pues las tarifas fueron congeladas mientras los costos operativos fueron aumentando por efectos de la inflación.
Dos concesiones cayeron antes de la crisis de 2001: la de la Provincia de Buenos Aires y la de Tucumán. Luego de la crisis, bajo el gobierno de Néstor Kirchner,  se abrió la renegociación de concesiones de servicios públicos concedidos. [cita requerida] Como resultado de estas renegociaciones, muchas concesiones fueron canceladas y la responsabilidad por la prestación de esos servicios volvió a manos del Estado. Las renegociaciones que fracasaron dieron origen a reclamos en el tribunal del CIADI.
En el caso del área metropolitana de Buenos Aires se creó por ley una empresa bajo la forma de sociedad anónima, de propiedad mayoritaria del Estado Nacional, llamada Agua y Saneamientos Argentinos, la que se hizo cargo de la prestación de los servicios en 2006. Al principio del año 2008, el gobierno de la provincia de Mendoza anunció que está interesado en aumentar el control sobre la empresa Obras Sanitarias de Mendoza (OSM), de la cual mantiene el 20%, comprando el 20% de la compañía que posee Saur International. En septiembre de 2010 el gobierno de esta provincia creó por decreto: Agua y Saneamiento Mendoza SA.
Con la vuelta de la prestación de algunos servicios a manos del Estado se logró conservar las agencias reguladoras. En el caso del área metropolitana de Buenos Aires se crearon por ley dos agencias, una a cargo de la planificación y otra a cargo del control de los servicios. Si bien su creación por ley representó una jerarquización respecto a la situación anterior, dicha norma no alcanza a delinear adecuadamente los roles entre el Estado y las agencias, las que a su vez han perdido autonomía.
En los primeros siete años tras su creación, Agua y Saneamientos Argentinos (AySA) invirtió 11.560 millones de pesos en el mantenimiento y en la expansión de los servicios al público en general. Estos servicios incluyeron la instalación de 302.645 conexiones de agua y 221.130 conexiones de cloacas en el período 2006-2012. La empresa también inauguró el primer módulo de la planta potabilizadora Juan Manuel de Rosas en Tigre, sobre el Río Paraná, y la Depuradora de Líquidos Cloacales del Bicentenario, en Berazategui. Ambas obras demandan una inversión de 3.300 millones de pesos, permitirán ampliar los servicios de agua a otros 2.000.000 de personas y tratar los líquidos cloacales producidos por 4.000.000 de habitantes, respectivamente, además de las obras de ampliación de las plantas depuradoras El Jagüel, Norte y Sudoeste, que en conjunto sumarán 750.000 personas más a los servicios de desagües cloacales.

### Agua + Trabajo
El gobierno ha adoptado posteriormente de la crisis un programa para ampliar los servicios de agua potable en La Matanza, provincia de Buenos Aires, mediante el proyecto “Agua más trabajo”, basado en la participación de pequeñas cooperativas de trabajadores locales para la ejecución de las obras. Hasta el junio de 2007 se invirtieron $101m para el beneficio de 741.000 habitantes. Este programa, ejecutado por el Ente Nacional de Obras Hídricas de Saneamiento (ENOHSA), está usando aspectos del "modelo de gestión participativo” introducido en la época de la empresa privada Aguas Argentinas.

### Acontecimientos recientes
En 2008 se puso en marcha una nueva estrategia de mejoramiento de la infraestructura sanitaria del área metropolitana de Buenos Aires, que concentra a más de un tercio de la población del país. La misma consiste en la construcción de grandes conductos en las márgenes de los ríos (Río de la Plata y Riachuelo), destinados a recoger los efluentes que llegan a través de los conductos de alcantarillado sanitario y pluvial. Estos efluentes serán concentrados en dos puntos desde los cuales se inyectarán al Río de la Plata mediante emisarios de 5 km de longitud más 2 km de difusores. Así se espera mejorar la calidad de las aguas costeras, inyectando los efluentes a mayor distancia de la costa respecto a la situación actual. Esta estrategia se basa en la dilución como método de tratamiento, aprovechando el gran caudal del Río de la Plata (del orden de los 22.000 m³/s promedio) y su alto contenido de oxígeno disuelto (8 mg/L), dejando para una etapa posterior la resolución de la contaminación con metales pesados, hidrocarburos y otras sustancias no diluibles. Recientemente se inició el proceso de licitación para la construcción de las obras principales de este nuevo plan.[7]

## Responsabilidad por el abastecimiento de agua y el saneamiento

### Políticas y regulación
Siendo la Argentina un país federal, las provincias tienen a su cargo la responsabilidad de formular las políticas del sector y establecer las normas en su zona de competencia. Las instituciones suelen ser débiles y propensas a la interferencia política, lo que dificulta la aplicación de las normas. La autonomía de las provincias resulta en una gran diversidad de ordenamientos institucionales para la prestación de los servicios de agua potable y saneamiento en el país, dificultando la generación de una visión nacional del sector.
En el ámbito nacional, a pesar de los avances recientes en cuanto a una definición más clara de las responsabilidades, el marco institucional continúa careciendo de coherencia y la coordinación entre los actores federales es deficiente. La Subsecretaría de Recursos Hídricos, a través de la Secretaría de Obras Públicas, propone las políticas del sector ante el Ministerio de Planificación Federal, Inversión Pública y Servicios, encargado de aprobarlas. Dentro de este marco político, el Ente Nacional de Obras Hídricas de Saneamiento (ENOHSA), una entidad descentralizada dependiente de la Subsecretaría de Recursos Hídricos, proporciona financiamiento y asistencia técnica a los proveedores de servicio. Por otra parte asesora a la Secretaría de Obras Públicas, influyendo de hecho en la política sectorial. Recientemente se le ha otorgado al ENOHSA la facultad de ejecutar directamente obras de infraestructura. Esto ha suscitado cierta confusión entre sus funciones de hacedor de políticas, distribuidor de recursos y ejecutor de obras.[cita requerida]
No existe aún una ley nacional de agua y saneamiento, aunque algunas provincias ya tienen la suya. Esto dificulta la definición de una política nacional coherente en lo que se refiere a financiamiento, subsidios, tarifas y normas de servicio. La estructura federal del país y la dispersión y superposición de responsabilidades entre los distintos organismos de gobierno dificultan aún más el desarrollo de una política sectorial coherente.
Catorce de las 23 provincias cuentan con entes reguladores, aunque éstos suelen tener una capacidad limitada y responsabilidades institucionales no bien definidas. En la mayoría de los casos actúan como supervisores de los contratos de concesión, sin cubrir a las cooperativas y los proveedores municipales. En el caso del área metropolitana de Buenos Aires existen dos agencias, una a cargo de la planificación y otra a cargo del control de los servicios.
Los reguladores de todo el país están reunidos en AFERAS, la Asociación de Entes Reguladores de Agua y Saneamiento de la República Argentina.

### Prestación de los servicios
La prestación de los servicios de agua potable y saneamiento se realiza a través de una amplia gama de alternativas de gestión, que incluyen:
- La empresa pública AySA en la Capital Federal y 17 partidos del conurbano bonarense (atendiendo a más de 25% de la población);
- 14 empresas públicas provinciales con un grado variable de autonomía otorgada en los instrumentos de creación de las Empresas (no todas atienden a una provincia entera);
- Empresas públicas municipales, o municipios que prestan servicios directamente (atendiendo a 20% de la población);[48]
- 4 empresas privadas bajo contratos de concesión con un gobierno provincial o municipal (2008);
- más de 2.000 cooperativas (atendiendo a 11% de la población);[48] y
- asociaciones vecinales.

Empresas privadas En 2008 quedaron pocas concesiones privadas en el país. Entre ellos son las concesiones de Salta, Corrientes, Formosa y Mendoza.
Las cooperativas Hay una fuerte presencia de las cooperativas de servicio, que son por lo menos unas 2.000 lo que convierte al país en el de más cooperativas de agua y saneamiento de América Latina. Estas cooperativas típicamente prestan servicios múltiples, incluso la venta de electricidad, telefonía, manejo de desechos sólidos, negocios de venta de productos de consumo y otros. Las cooperativas de agua y saneamiento se crearon durante las décadas de los 60 y los 70 y en 2001 estaban responsables del suministro de agua en la mayoría de las localidades de menos de 50.000 habitantes, prestando servicios a más de 4 millones de habitantes o un 11% de la población. En 2001 cerca de 2.000 cooperativas crearon la Federación de Cooperativas de Agua Potable de la Provincia de Buenos Aires (FEDECAP). Muchas veces las cooperativas responden de manera muy flexible a la demanda de los usuarios. Por ejemplo, ofrecen múltiples formas e intereses de pago y, en áreas donde el agua está contaminado por el arsénico, tratan el agua en plantas pequeñas de ósmosis inversa para distribuir una cuota familiar en bidones para alimentación, dejando el agua de la red para los otros usos.

## Aspectos económicos

### Tarifas
Métodos de tarificación Existen dos métodos de tarificación en Argentina:
- El primero se basa en el sistema anterior de OSN. Estima el consumo del usuario sobre la base de las características de su propiedad, como por ejemplo el tamaño del predio, el tipo de vivienda y la zona donde está emplazada. Este método está aplicado a la gran mayoría de los usuarios domiciliarios en la Argentina.
- El segundo modelo contiene una parte fija y otra variable que se basa en el consumo real, que se mide a través de medidores. Este último método fue facilitado por la introducción de medidores en algunas áreas como parte de los contratos de concesiones de los años 90. Se aplica principalmente a los usuarios no-domiciliarias.[5] Solamente en algunas pocas ciudades con micro-medición casi universal, como en el caso de Corrientes, se aplica también sistemáticamente a los usuarios domiciliarios.

La importante inversión que significa la instalación de medidores domiciliarios determina que aun en la actualidad en la mayoría de las empresas coexistan los dos sistemas. En los sistemas de agua potable operados por Cooperativas está generalizado el sistema de medición de consumos.
Niveles tarifarios Los niveles tarifarios en Argentina varían mucho entre prestadores de servicios. En Buenos Aires (AySA) la tarifa en 2008 era de 0,33 Pesos por m³ para el agua y 0,33 Pesos por m³ para el alcantarillado, por un total de 0,66 Pesos por m³ (US$ 0,20/m3), basado en un consumo estimado de aproximadamente 40m3 por mes para consumidores no medidos (cuota fija). Consumidores medidos pagan una tarifa en dos partes, un cargo fijo que corresponde a 50% de la cuota fija con un consumo de 10m3 por mes incluido (base libre) más una parte que corresponde al volumen del agua consumido.
Antes de la devaluación del Peso los niveles tarifarios estaban mucho más altos en US$. Según la Organización Panamericana de la Salud (OPS), la tarifa media para agua y saneamiento fue de US$ 0,79 por m³ en 2000.
Fijación de tarifas Las tarifas históricamente han sido fijadas por el poder político correspondiente a cada jurisdicción, aun en los casos de las empresas privadas. Ninguna empresa tiene autonomía para fijar sus tarifas, ya que deben poner a consideración de la autoridad de aplicación, las modificaciones tarifarias y es esta última la que las aprueba.
Accesibilidad de tarifas En 2002, según una encuesta de hogares de la empresa Opinión Pública, Servicios y Mercados (OPSM) la factura de agua y saneamiento representaba, en promedio, el 2.1% del ingreso familiar. La relación fluctuaba del 2.1% para el quintil superior (más adinerado) al 3.5% para el quintil inferior (más pobre).

### Recuperación de costos y financiación
Los operadores - algunos privados - fueron capaces de lograr un mayor grado de recuperación de costos .Aproximadamente dos tercios del gasto provincial en el sector agua y saneamiento a partir del 2002 ha provenido de las transferencias provenientes del tesoro nacional, y el resto de diversos programas destinados específicamente al sector. El Gobierno Federal, a través del Ente Nacional de Obras Hídricas de Saneamiento (ENOHSA) está financiando cuatro programas de agua y saneamiento:
- Plan Agua + Trabajo
- PROMES –Programa de Obras Menores de Saneamiento
- PROESA–Proyectos Especiales de Saneamiento
- PROARSA–Programa de Asistencia en Áreas con Riesgo Sanitario[51]

### Cobrabilidad
Según el informe de indicadores de gestión de ADERASA del año 2005 (datos del año 2005), la empresa municipal de Mar del Plata registraba un atraso de dos meses en el cobro, la por entonces empresa privada de la región metropolitana de Buenos Aires tenía un atraso de cinco meses y la también empresa privada de Mendoza seis.

## Cooperación externa
Los dos entes de cooperación y de financiamiento externo más importantes en el sector de agua y saneamiento son el Banco Interamericano de Desarrollo y el Banco Mundial.

### Banco Interamericano de Desarrollo
- AR-L1080 : Programa de Agua y Saneamiento del Área Metropolitana de Buenos Aires

Este préstamo por 200 millones de dólares, aprobado el 5 de noviembre de 2008, busca contribuir a: i) el mejoramiento y expansión de la infraestructura de agua potable y saneamiento en el área metropolitana de la Ciudad de Buenos Aires y en el conurbano bonaerense, e ii) el fortalecimiento operacional e institucional de la empresa Agua y Saneamientos Argentinos, S.A.
- AR-L1031 : Agua Potable y Saneamiento en Comunidades Menores

Este préstamo por 120 millones de dólares, aprobado el 5 de septiembre de 2007, financiará parcialmente sistemas de agua potable o de saneamiento en comunidades con población hasta 50.000 habitantes en el territorio de la República Argentina.
- AR-L1015: Infraestructura Hidráulica: Desarrollo de las Provincias del Norte Grande

Este préstamo por 240 millones de dólares, aprobado el 31 de enero de 2007, abordará problemas específicos de riego y drenaje, así como el reducido acceso a los servicios de agua y saneamiento en las provincias norteñas de Jujuy, Catamarca, Santiago del Estero, Tucumán y Chaco.

### Banco Mundial
- Proyecto de Desarrollo de la Inversión Sostenible en Infraestructura en la Provincia de Buenos Aires (APL1 y 2)

Este programa incluye una serie de dos préstamos, llamados APL1 y APL2 según sus siglas en inglés. El primero préstamo por 267 millones de dólares, aprobado el 15 de febrero de 2006, financiará los servicios de infraestructura de alcantarillado (30%) y de protección contra inundaciones (5%) en comunidades altamente vulnerables y de bajos ingresos de la Provincia de Buenos Aires. El segundo préstamo por 270 millones de dólares, aprobado el 28 de junio de 2007, financiará sistemas de alcantarillado (40%) e iniciativas de protección contra inundaciones (16%). El programa está ejecutado por el gobierno de la Provincia de Buenos Aires.
- Proyecto de Servicios Municipales Básicos

Este préstamo por 175 millones de dólares, aprobado el 3 de abril de 2006, financia proyectos de agua (27%), saneamiento (27%) y alcantarillado (14%) en Argentina. El proyecto está ejecutado por el Ministerio de Planificación Federal, Inversión Pública y Servicios.
- Prevención de Inundaciones Urbanas y Drenaje (APL1 y 2)

Este programa incluye una serie de dos préstamos, llamados APL1 y APL2 según sus siglos en inglés. El primero préstamo por 130 millones de dólares aprobado el 5 de abril de 2005, financia la protección contra inundaciones (94%), así como proyectos generales en el sector agua y saneamiento (2%) en la ciudad de Buenos Aires, mediante la protección de la infraestructura vital para la ciudad y la introducción de la gestión de riesgos en el programa de inversiones del gobierno. El segunda préstamo de 60 millones de dólares ha sido aprobado el 6 de junio de 2006. El Programa está ejecutado por la Secretaría de Finanzas de la Nación.

## Otras fuentes
- Akhmouch A. (2004) "La privatisation des services publics argentins au coeur d'enjeux géopolitiques, conflits et rivalités territoriales. Le cas de la concession d'eau et d'assainissement dans la province de Mendoza", Tesis de Posgrado, Universidad de París 8, 171 p.